# Keith Rowley
Keith Christopher Rowley (Saint George, 24 ottobre 1949) è un politico trinidadiano, Primo ministro di Trinidad e Tobago, in carica da settembre 2015 a marzo 2025..
Dal maggio 2010 è stato leader del partito People's National Movement ed è stato capo dell'opposizione fino al 2015, anno della sua elezione a primo ministro. Dal 1991 è membro della Camera dei rappresentanti di Diego Martin West.
È un vulcanologo che ha conseguito il dottorato in geologia con specializzazione in geochimica.